# بيتر غيلبرت وايت
بيتر غيلبرت وايت (بالإنجليزية: Peter Gilbert White)‏ هو عازف الأرغن وموسيقي بريطاني، ولد في 21 يناير 1937، وتوفي في 3 أبريل 2007.

## وصلات خارجية
- بيتر غيلبرت وايت على موقع ميوزك برينز (الإنجليزية)
- بيتر غيلبرت وايت على موقع أول ميوزيك (الإنجليزية)
- بيتر غيلبرت وايت على موقع ديسكوغز (الإنجليزية)